# Atrésie biliaire
 Mise en garde médicale
L'atrésie biliaire est une maladie rare caractérisée par une obstruction des voies biliaires de cause inconnue qui survient dans la période néonatale. 
C'est la plus fréquente indication de traitement chirurgical de cholestase en période néonatale. 
L'aspect histologique montre une inflammation des voies biliaires intra et extra hépatiques avec sclérose. En l'absence de traitement, une cirrhose se développe et entraîne le décès de l'enfant dans la première année de vie.

## Épidémiologie
L'incidence de l'atrésie de la vésicule biliaire est comprise entre 1⁄5 000 et 1⁄18 000 naissances. L'incidence mondiale semble être un peu plus faible. Les filles sont légèrement plus souvent atteintes que les garçons.

## Différents types
On distingue deux types d'atrésie biliaire :
- dans 10 % des cas, il s'agit d'une atrésie biliaire syndromique (c'est-à-dire faisant partie d'un syndrome malformatif touchant plusieurs organes) accompagnant une polysplénie (plusieurs rates) ou une asplénie (absence de rate), un situs inversus viscéral (inversion droite-gauche des viscères), une veine porte pré-duodénale, une agénésie (absence) de la veine cave inférieure ;
- dans 90 % des cas, il s'agit d'une atrésie biliaire non syndromique, dans laquelle l'anomalie biliaire est isolée.

Il existe plusieurs classifications chirurgicales et une classification est basée sur l'anatomie des voies biliaires extrahépatiques. 

## Causes
La cause de l'atrésie biliaire reste inconnue. Deux hypothèses ont été évoquées : une absence de développement embryologique ou une cholécystite fœtale (origine infectieuse). Plusieurs signes sont en faveur d'une origine embryologique même dans l'atrésie biliaire non syndromique :
- l'échographie anténatale a mis en évidence des anomalies permettant le diagnostic d'atrésie biliaire[2] dans les formes non syndromiques avec un diagnostic le plus précoce vers 20 semaines[3] ;
- le dosage de la gamma glutamyl transpeptidase amniotique est trouvé significativement plus bas chez les enfants porteurs d'atrésie biliaire[4].

L'étude anatomique montre des similitudes entre les voies biliaires embryonnaires et les voies biliaires des enfants porteurs de cette maladie. La persistance des voies biliaires embryonnaires entraîneraient alors une inflammation secondaire.
Le rôle possible des infections virales a été largement étudié. Une association possible avec le cytomégalovirus,, le virus syncitial respiratoire, le virus d'Epstein-Barr et le papillomavirus ont été rapportées. Aucune association avec les virus des hépatites n'est connue.
L'existence d'une composante génétique n'est pas exclue. Des cas familiaux d'atrésie biliaire sont connus mais sans preuve d'anomalie génétique.

## Signes cliniques
L'atrésie biliaire se manifeste par la triade :
- ictère à bilirubine conjuguée, apparaissant dès les premiers jours de vie avec une persistance supérieure à deux semaines évocatrice ;
- selles décolorées totalement (selles blanches) et urines très foncées (élimination des sels biliaires par les reins) de façon précoce et permanentes ;
- hépatomégalie.

## Diagnostic
Aucun signe clinique ou paraclinique n'est spécifique pour le diagnostic.

### Imagerie
L'échographie hépatique est l’examen clé et doit être faite après 12 heures de jeûne : la vésicule biliaire est contractée malgré le jeûne, le foie est hyper-échogène et on note la présence de kystes intrahépatiques. Les voies biliaires intrahépatiques ne sont pas dilatées (lorsqu'elles le sont, le diagnostic d'atrésie biliaire est éliminé). Si l'échographie est normale, une cholangiographie peut être nécessaire pour vérifier la perméabilité des voies biliaires.

### Biologie
Un bilan hépatocellulaire montrera des signes de cytolyse hépatique (augmentation des ASAT et des ALAT) et de cholestase (augmentation des gamma-GT et des phosphatases alcalines) non spécifiques. Le principal intérêt de la biologie est l'élimination d'un diagnostic différentiel : un syndrome infectieux en faveur d'une infection marternofoetale, un dosage du cholestérol pour le syndrome d'Alagille, déficit en alpha-1 anti-trypsine, test de la sueur pour la mucoviscidose, etc.

### Biopsie hépatique
Peu réalisée en pratique, la biopsie hépatique est nécessaire si l'ensemble des examens précédant n'a pas permis d'établir le diagnostic. En général, on réalisera la biopsie hépatique durant la laparotomie exploratrice. Si la biopsie est réalisée, elle montre la présence de bouchons biliaires, une prolifération ductulaire, la présence d'œdème et une fibrose portale.

## Diagnostic différentiel
Le syndrome d'Alagille, la cholangite sclérosante à début néonatal, le déficit en alpha 1-antitrypsine et la mucoviscidose sont les principales maladies à discuter.

## Diagnostic anténatal
Le diagnostic anténatal d'atrésie biliaire reste exceptionnel. La présence de kyste intrahépatique peut éveiller l'attention. La présence d'un kyste hépatique découvert en période anténatal doit, dès la naissance, faire rechercher une atrésie biliaire ou un kyste du cholédoque.
La non-visualisation de la vésicule biliaire peut être associée à des syndromes polymalformatifs, des anomalies chromosomiques, une mucoviscidose. Un conseil génétique est parfois nécessaire. Une amniocentèse pourra être proposée aux parents. 
Un syndrome cardiosplénique sera soigneusement recherché notamment sur la présence ou l'absence de la veine cave inférieure. En cas de syndrome cardiosplénique avéré, une atrésie biliaire devra systématiquement être recherchée.

## Traitement
Il n'existe aucun traitement médical. Le traitement est donc chirurgical et 90 % des enfants guérissent et ont une vie normale.
L'hépato-porto-entérostomie de Kasai est l'intervention de référence. Son objectif est de restaurer un flux biliaire vers l'intestin. Son pronostic dépend essentiellement de la précocité de sa réalisation.  En cas de succès les selles se recolorent et l'ictère régresse progressivement. L'évolution de la cirrhose biliaire est stoppée ou fortement ralentie, et des survies avec le foie natif ont été rapportées jusqu'à l’âge adulte. 
La transplantation hépatique est nécessaire en cas d'échec du traitement chirurgical, ce qui constitue environ un tiers des cas. C'est la première cause de transplantation hépatique mondiale chez l'enfant.

## Sources
- (en) Christophe Chardot, « Biliary atresia » Orphanet Journal of Rare Diseases 2006, 1:28 DOI 10.1186/1750-1172-1-28